# Марьяновка (Павлодарская область)
Марьяновка (каз. Марьяновка) — упразднённое село в Щербактинском районе Павлодарской области Казахстана. Упразднено в 2017 году. Входило в состав Карабидайского сельского округа. Код КАТО — 556847200.

## Население
В 1999 году население села составляло 123 человека (67 мужчин и 56 женщин). По данным переписи 2009 года в селе проживало 29 человек (17 мужчин и 12 женщин).